# Anisodes thermosaria
Anisodes thermosaria är en fjärilsart som beskrevs av Walker 1862. Anisodes thermosaria ingår i släktet Anisodes och familjen mätare. Inga underarter finns listade i Catalogue of Life.